# Storhertiginnan Charlottes bro
Storhertiginnan Charlottes bro (luxemburgiska: Groussherzogin-Charlotte-Bréck, franska: Pont Grande-Duchesse Charlotte, tyska: Großherzogin-Charlotte-Brücke), också benämnd "Röda bron" (luxemburgska: Rout Bréck, tyska: Rote Brücke, franska: Pont Rouge), är en väg- och spårvagnsbro i staden Luxemburg i Storhertigdömet Luxemburg. Den förbinder stadsdelen Kirchberg med den övriga staden och spänner över den djupa ravinen i floden Alzettes dalgång.
Över bron går väg N51 med fyra vägbanor, spårvagnslinje 1 och den nationella cykelvägen nr 2. Dessutom används bron av fotgängare. Bron förbinder Boulevard Robert Schumann i stadsdelen Limpertsberg med Avenue John F. Kennedy i Kirchberg. Bron har sitt namn efter storhertiginnan Charlotte av Luxemburg.
Spårvagnarna kör över bron med batterier som energikälla. Dessa laddas genom strömförande ledningar på andra delar av linjen.

## Bildgalleri

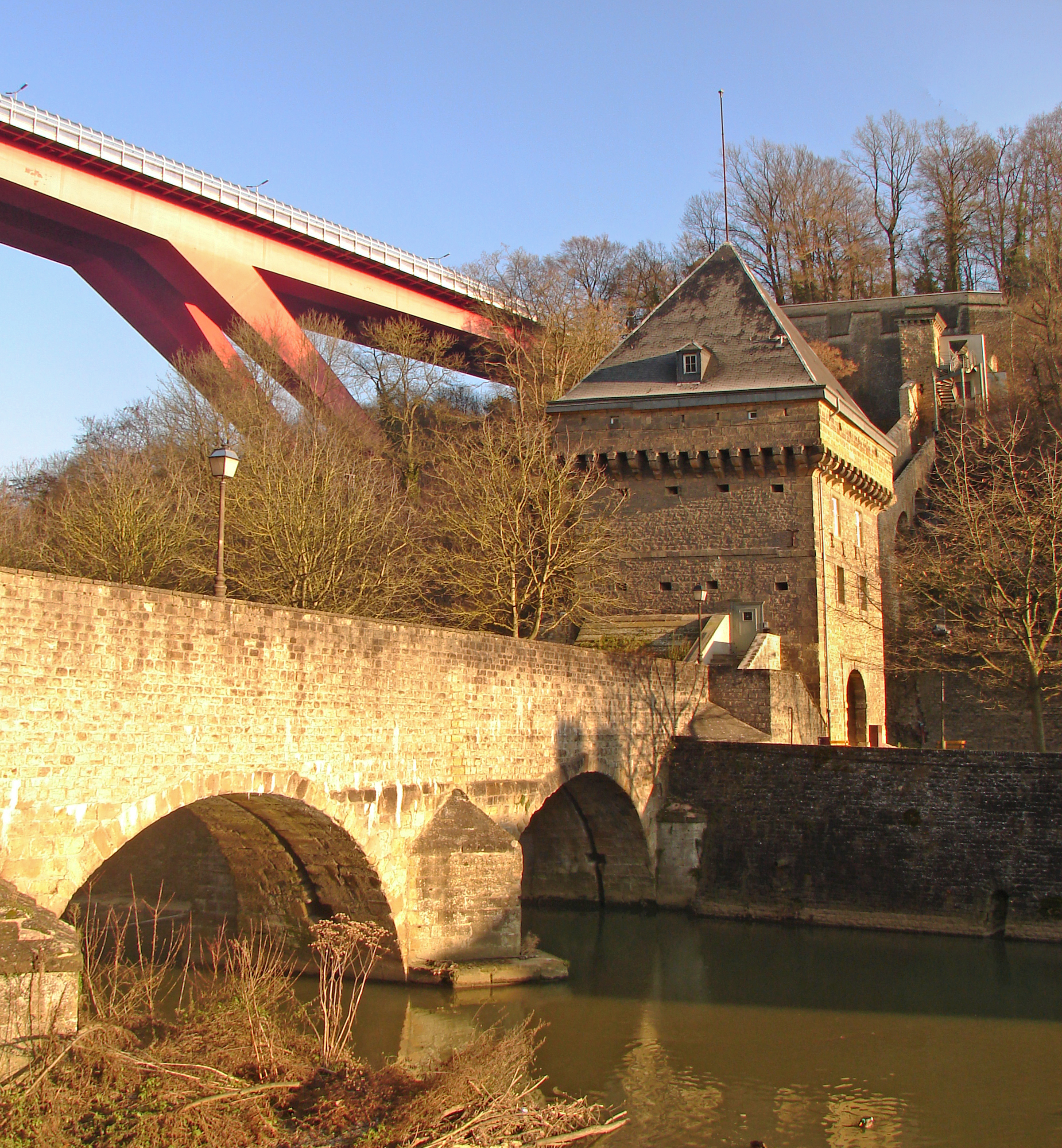
Storhertiginnan Charlottes bro ovanför Béinchen, en del av Luxemburgs fästning
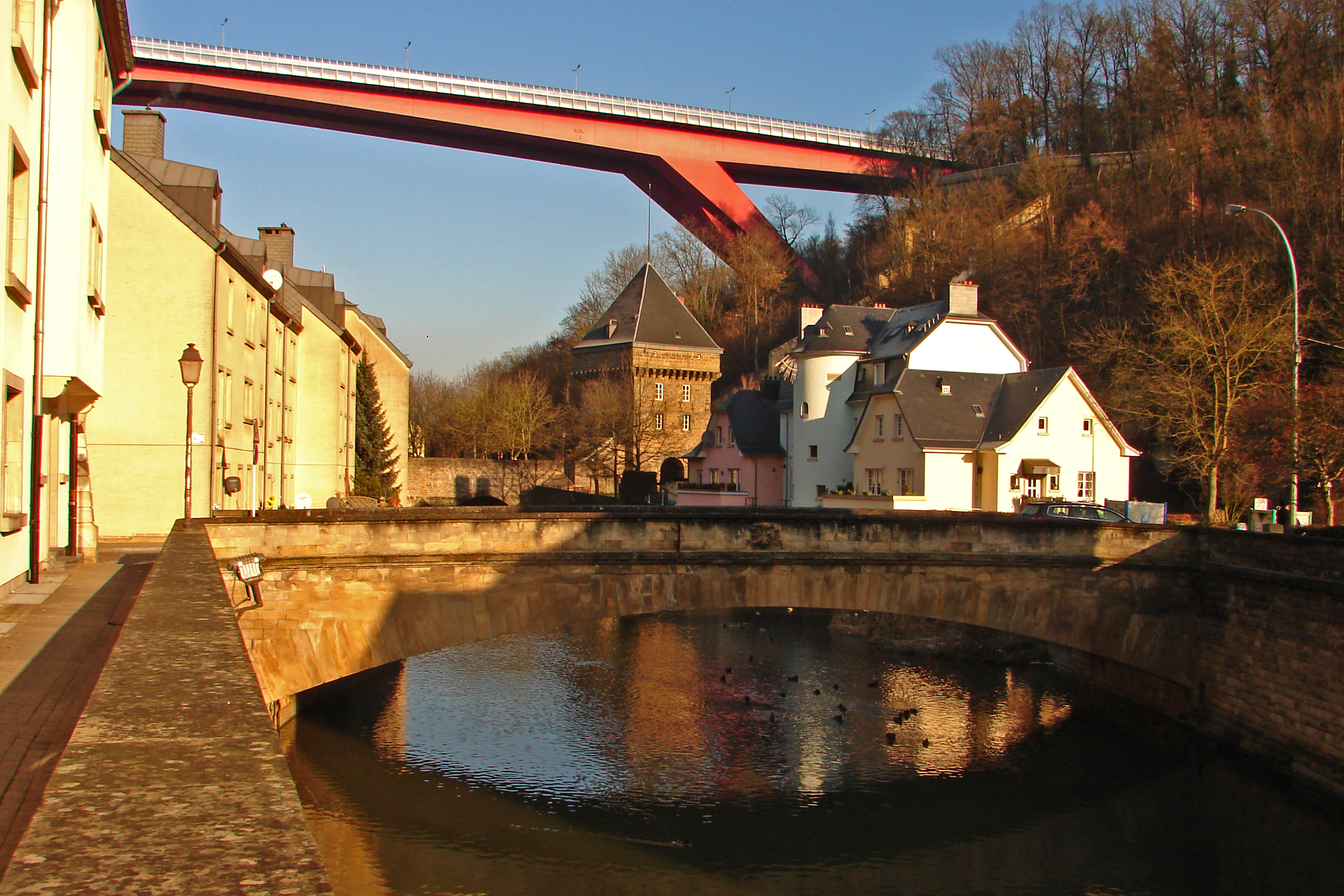
Storhertiginnan Charlottes bro ovanför Pfaffenthal och floden Alzette
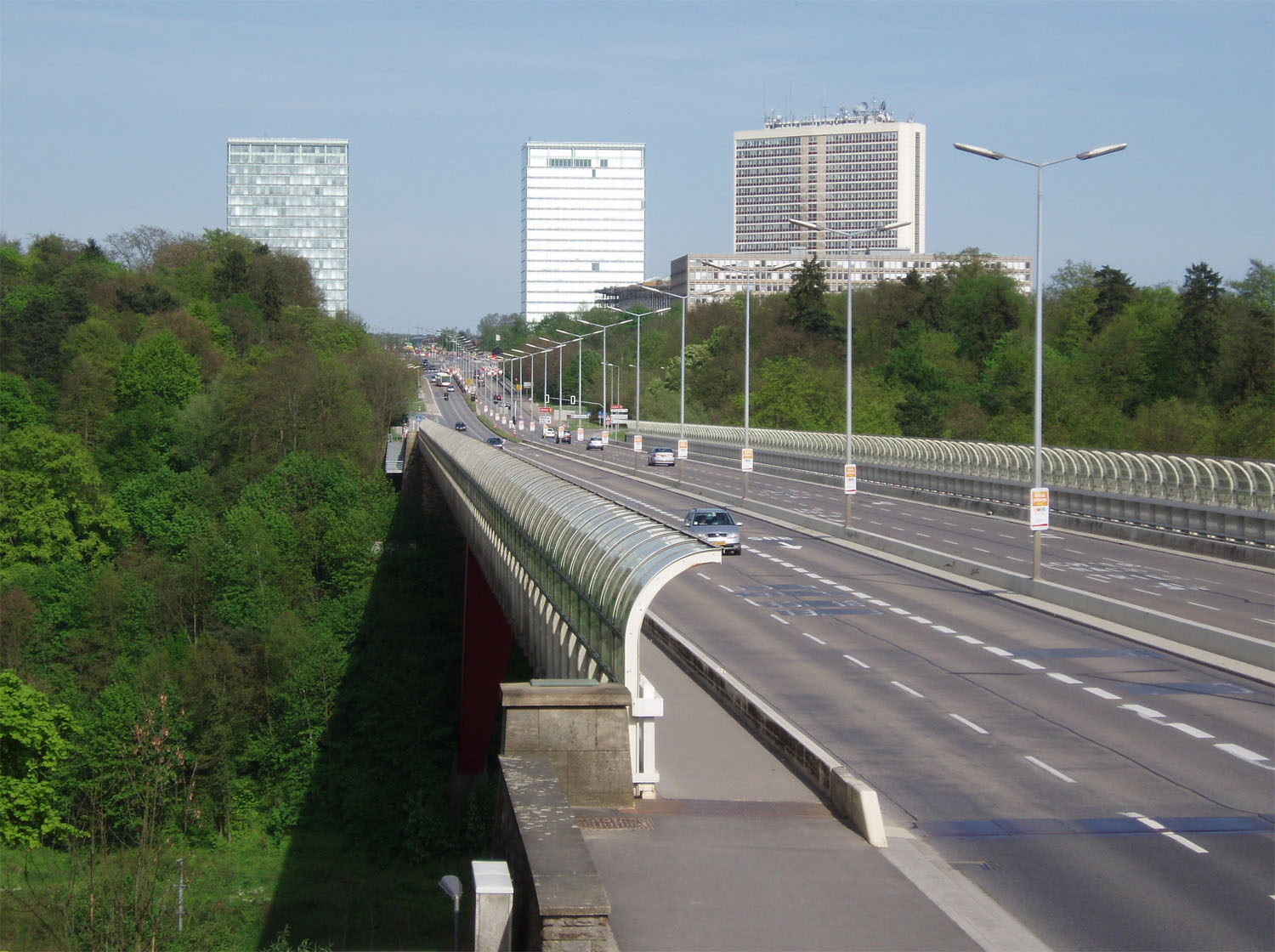
Brobanan 2005, före spårvagnslinjens tillkomst
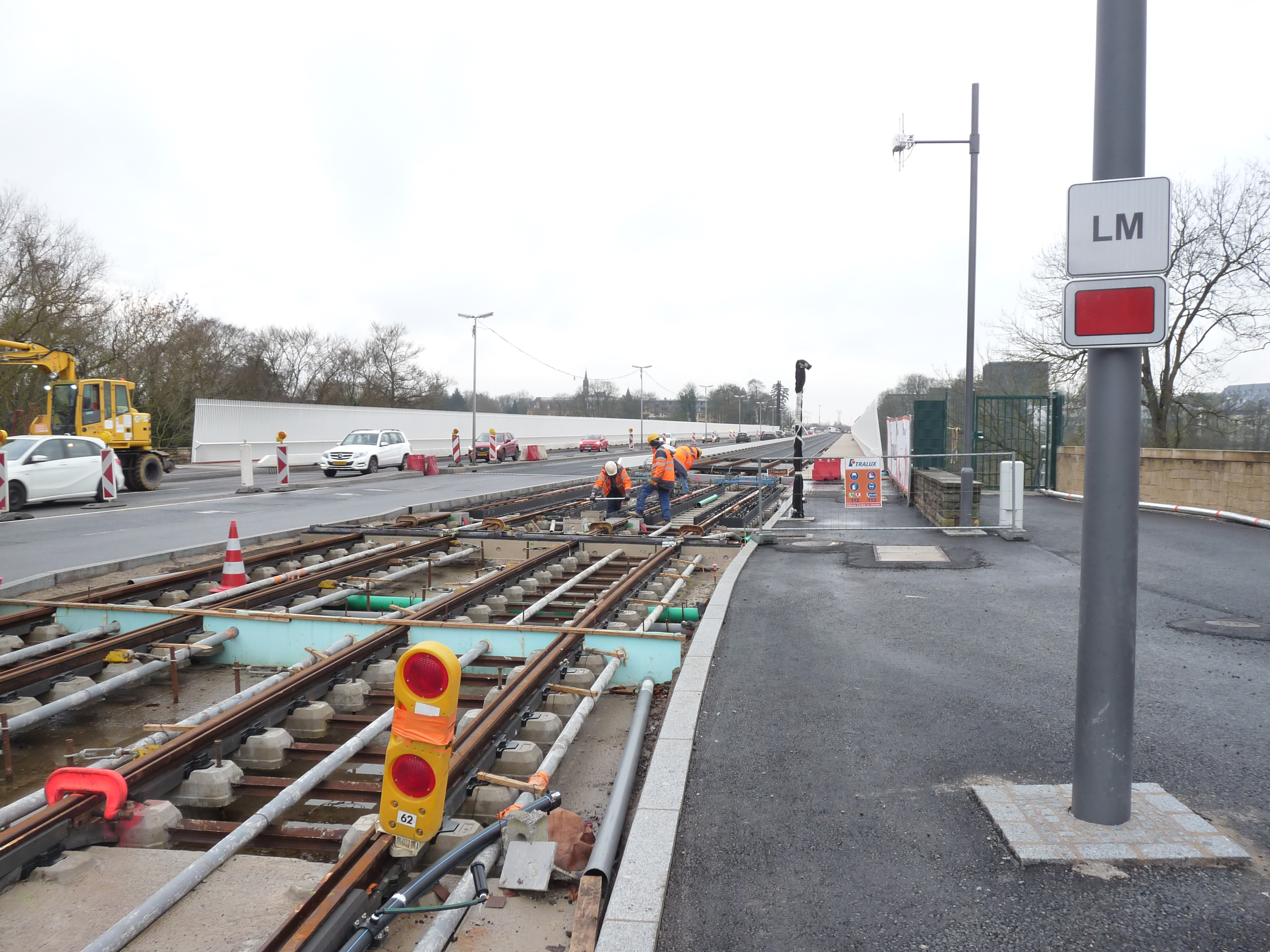
Byggande av spårväg, omkring 2016
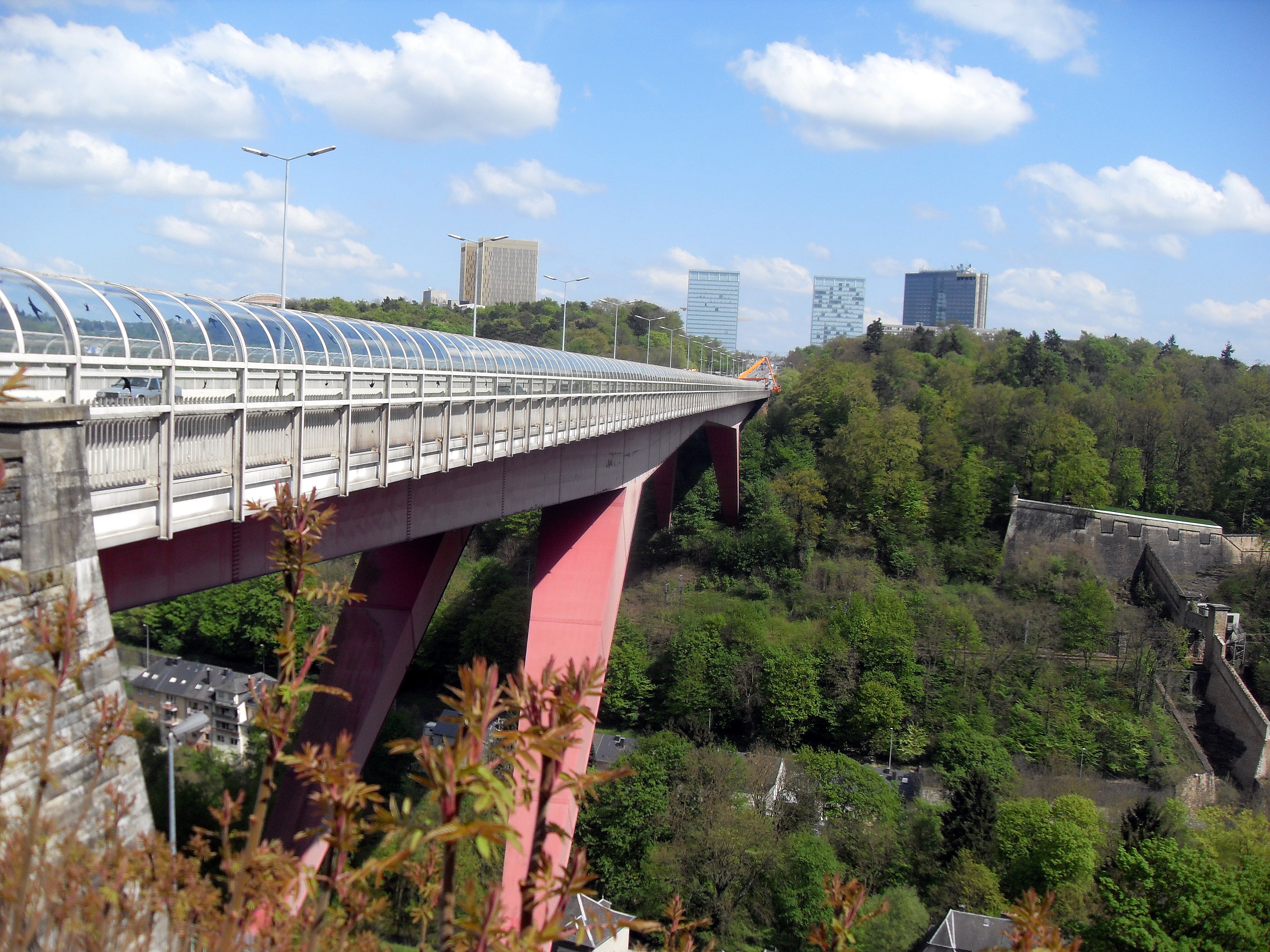
Storhertiginnan Charlottes bro sedd österut med Kirchberg i bakgrunden